# Русские в Дагестане
Русские в Дагестане — пятая или шестая по численности группа населения, по данным переписи 2002 года; восьмая — по данным переписи 2010 года (104 020 человек, или 3,57 % населения. Более 80 % русских живёт в городах, при том, что всего городское население Дагестана составляет менее 50 %).

## История

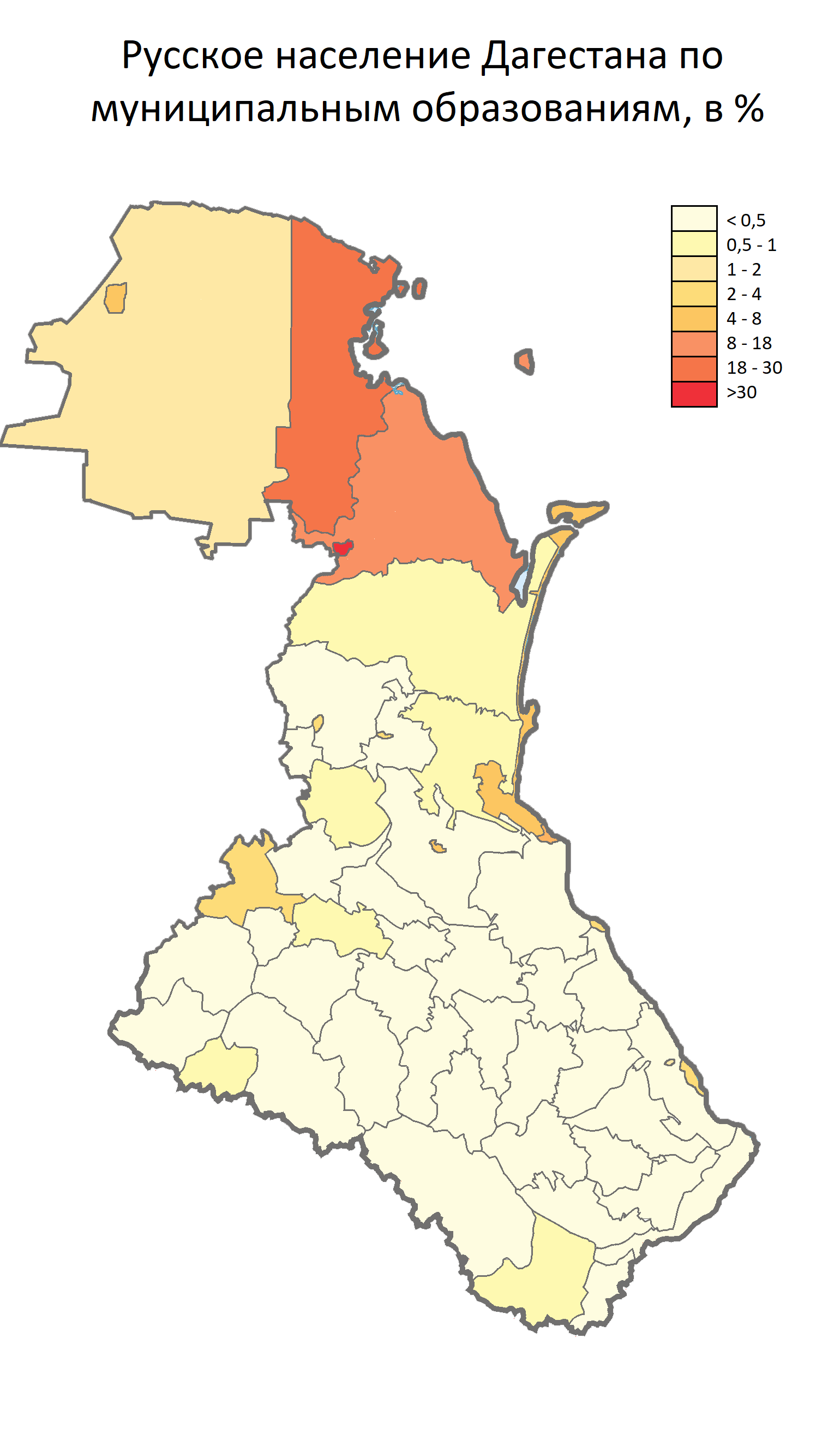
Русское население Дагестана по муниципальным образованиям на основании переписи 2010 г., в процентах

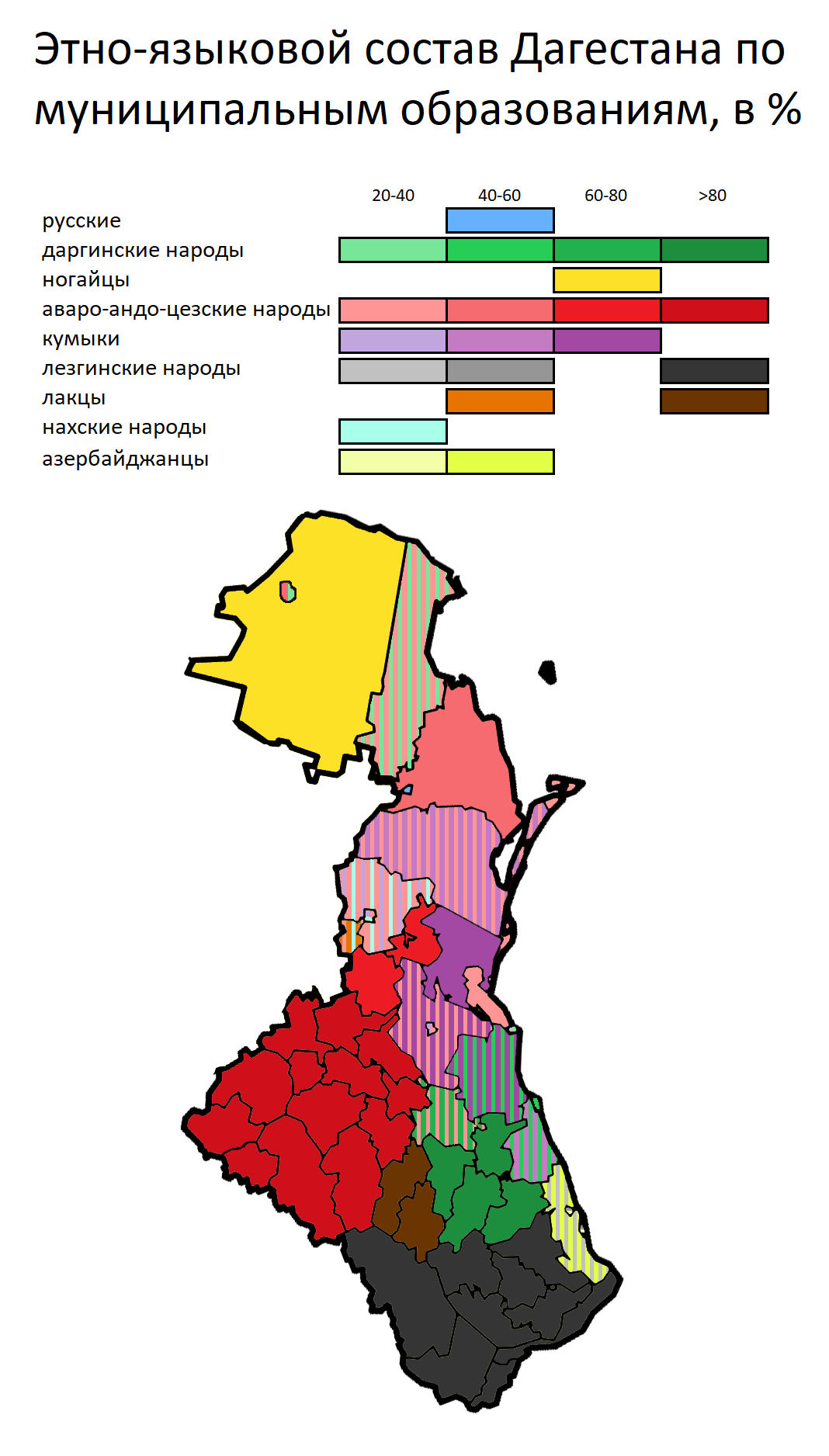
Этно-лингвистическая карта Дагестана по муниципальным образованиям согласно переписи 2010 г.

Русские поселения в Дагестане появились во второй половине XVI века с приходом туда терских казаков.
Первым русским поселением на территории современной республики Дагестан была крепость Терки (Терский город), основанная в 1588—1589 годах в устье реки Терек. После включения в 1813 году всего края в состав Российской империи русские жители появились и к югу от Терека. С этого времени русский язык стал распространяться как язык межнационального общения по всему Дагестану и Закавказью. Сельское русское население продолжало концентрироваться в дельте Терека, которая долгое время не входила в состав республики. В города к югу от Терека в первые десятилетия советской власти прибыло большое количество русских специалистов из других регионов РСФСР. Максимальная доля русских в республике была зафиксирована в 1950 году, когда русские составляли 20,1 % населения Дагестана (213,8 тысяч чел.). В это время в Махачкале доля русских достигла 60 %, в Каспийске — 65,5 %. Впрочем, более низкий естественный прирост, а также усилившаяся урбанизация горских народов параллельно с усиливающейся конкуренцией на рынке труда и образования привели к усилению миграционного оттока русского населения начиная с конца 1960-х годов и быстрому сокращению как его доли, так и численности. К началу XXI века (перепись 2002 года) только в городе Кизляр (54 %) и подчинённом ему пгт Комсомольский (81 %) русские продолжали составлять более половины населения. В городах Махачкале и Каспийске их доля понизилась до 17—18 %, в посёлках Дубки (16 %) и Сулак (12 %) их присутствие было также заметным, но постепенно сокращающимся. Доля русских и терских казаков в городе Кизляре сократилась с 83,0 % (31 350 человек из 37 786 горожан) в 1959 году до 40,49 % (19 835 человек из 48 984 горожан) в 2010 году. По переписи 2010 года только в пгт Комсомольский русские составляли более половины (50,9 %) населения. Особенно заметен отток молодого и образованного населения.

## Численность и расселение

### По районам
Доля русских по районам на 2010 год по переписи:
| Название района         | % русских |
| ----------------------- | --------- |
| город Кизляр            | 41,0 %    |
| Тарумовский район       | 19,5 %    |
| Кизлярский район        | 12,3 %    |
| город Каспийск          | 9,0 %     |
| город Буйнакск          | 7,0 %     |
| город Махачкала         | 5,4 %     |
| город Южно-Сухокумск    | 4,1 %     |
| город Избербаш          | 3,7 %     |
| город Дербент           | 3,7 %     |
| Ботлихский район        | 3,1 %     |
| город Кизилюрт          | 3,5 %     |
| город Хасавюрт          | 2,2 %     |
| город Дагестанские Огни | 1,0 %     |
| Ногайский район         | 1,0 %     |

### По годам
| Год оценки (переписи) | Русское население (чел.) | Доля от общего населения Дагестана |
| --------------------- | ------------------------ | ---------------------------------- |
| 1886                  | 5 421                    | 0,9 %                              |
| 1897                  | 13 111                   | 2,3 %                              |
| 1926                  | 87 176                   | 11,3 %                             |
| 1939                  | 195 321                  | 19,1 %                             |
| 1959                  | 213 754                  | 20,1 %                             |
| 1970                  | 209 570                  | 14,7 %                             |
| 1979                  | 189 474                  | 11,6 %                             |
| 1989                  | 165 940                  | 9,2 %                              |
| 2002                  | 120 875                  | 4,8 %                              |
| 2010                  | 104 020                  | 3,6 %                              |